# Rotdeckenkäfer
Die Rotdeckenkäfer (Lycidae) sind eine Familie der Käfer, die weltweit mit etwa 3.000 Arten vorkommt. In Europa kommen 12 Arten vor, in Mitteleuropa sind es sieben. Ihr Hauptverbreitungsgebiet sind die Tropen und Subtropen.

## Merkmale
Die Käfer werden je nach Art 3 bis 80 Millimeter lang und haben einen stark abgeflachten bis leicht gewölbten Körper. Auch die Länge variiert stark; es gibt sehr langgestreckte bis gedrungene Arten. Die Käfer haben ähnlich wie die Weichkäfer nur einen schwach chitinisierten Körper. Die Flügeldecken sind auffällig gefärbt und sind entweder unstrukturiert, gepunktet oder weisen Längsrillen auf, die bei manchen Arten zusätzlich durch weitere Erhebungen in den Rillen wie eine quadratische Gitterung wirken. Manchen Arten fehlen die Deckflügel. Die Hautflügel sind meist gut entwickelt, es gibt aber auch Arten mit reduzierten oder fehlenden Hautflügeln. Der kleine Kopf ist zumindest teilweise unter dem Halsschild verborgen. Die Fühler sind fadenförmig oder schwach gesägt. Sie haben zwei, oder neun bis elf Glieder. Die Beine haben fünf Tarsenglieder. Zwischen den Geschlechtern mancher Arten besteht ein starker Sexualdimorphismus. Hier haben die Männchen eine Käfergestalt, die Weibchen hingegen sind flügellos und ihrer Larvenform recht ähnlich, was auch bei einigen Leuchtkäferarten zu finden ist.

## Lebensweise
Die tag- oder dämmerungsaktiven Käfer findet man auf Laub oder Blüten von im Wald wachsenden Pflanzen. Gelegentlich findet man sie auch auf Baumstümpfen. Manche Arten fressen Nektar, die meisten nehmen aber wahrscheinlich gar keine Nahrung zu sich. Die Larven entwickeln sich in morschem Holz oder im Bodenstreu und ernähren sich von verschiedenen Flüssigkeiten, wahrscheinlich aber auch räuberisch. Über ihre Lebensweise ist noch wenig bekannt.

## Systematik (Europa)
- Aplatopterus rubens (Gyllenhal in Schönherr, 1817)
- Benibotarus alternatus (Fairmaire, 1856)
- Benibotarus taygetanus (Pic, 1905)
- Scharlachroter Netzkäfer (Dictyoptera aurora (Herbst, 1874))
- Erotides cosnardi (Chevrolat, 1839)
- Erotides nasuta (Keisenwetter, 1874)
- Lopheros lineatus (Gorham, 1883)
- Lygistopterus anorachilus Ragusa, 1883
- Rüssel-Rotdeckenkäfer (Lygistopterus sanguineus (Linnaeus, 1758))
- Platycis minutus (Fabricius, 1787)
- Pyropterus nigroruber (De Geer, 1774)
- Xylobanellus erythropterus (Baudi, 1871)